# Nouvelle-Zélande aux Jeux paralympiques d'été de 2016
La Nouvelle-Zélande participe aux Jeux paralympiques d'été de 2016 à Rio de Janeiro. Il s'agit de la treizième participation de ce pays aux Jeux paralympiques d'été.